# Jesus Balaso Tuquib
Jesus Balaso Tuquib (ur. 27 czerwca 1930 w Clarin, zm. 1 sierpnia 2019 w Cagayan de Oro) – filipiński duchowny rzymskokatolicki, w latach 1988-2006 arcybiskup Cagayan de Oro.

## Życiorys
Święcenia kapłańskie przyjął 14 marca 1959. 24 lutego 1973 został prekonizowany biskupem Pagadian. Sakrę biskupią otrzymał 29 maja 1973. 31 marca 1984 został mianowany arcybiskupem koadiutorem Cagayan de Oro. 5 stycznia 1988 objął urząd arcybiskupa. 4 marca 2006 przeszedł na emeryturę.
Zmarł 1 sierpnia 2019.